# Christopher Wood (Schriftsteller)
Christopher Hovelle Wood (* 5. November 1935 in London, England; † 9. Mai 2015) war ein britischer Schriftsteller und Drehbuchautor, der besonders durch seine Drehbücher für die beiden James-Bond-Filme Der Spion, der mich liebte (zusammen mit Richard Maibaum, 1977) und Moonraker (1979) bekannt wurde.

## Leben
Christopher Wood beendete 1960 seine Ausbildung an der Universität von Cambridge mit einem Abschluss in Wirtschafts- und Rechtswissenschaften und begann als Schriftsteller zu arbeiten. Er veröffentlichte diverse Romane, viele davon unter dem Pseudonym Timothy Lea wie z. B. die Confessions-Reihe, für deren Verfilmung er ab 1974 auch an den Drehbüchern mitarbeitete.
Wood schrieb das Drehbuch für den 1977 veröffentlichten Film Königliche Hoheit in Japan (Seven Nights in Japan), bei dem Lewis Gilbert Regie führte. Gilberts nächstes Projekt war der James-Bond-Film Der Spion, der mich liebte, und er bot Wood an, das Drehbuch für den Film zu schreiben.
Christopher Wood starb am 9. Mai 2015 im Alter von 79 Jahren.

### James Bond
Als Christopher Wood mit der Arbeit an Der Spion, der mich liebte begann, legte man ihm ein Drehbuch vor, an dem bereits mehrere Autoren gearbeitet hatten. Er entwickelte daraus das endgültige Drehbuch, für das er im Abspann gemeinsam mit Richard Maibaum genannt wurde. Das Drehbuch für den folgenden Bond Moonraker – Streng geheim schrieb Wood alleine.
Christopher Wood war der erste Autor, der Romanfassungen von Drehbüchern der James-Bond-Reihe schrieb. 1977 erschien die Romanfassung von Der Spion, der mich liebte unter dem Titel James Bond und sein größter Fall. Die Handlung hatte keine Ähnlichkeit mehr mit Ian Flemings Roman gleichen Titels und wurde deshalb im Original als James Bond, The Spy Who Loved Me veröffentlicht. Auch Woods 1979 erschienener Roman Moonraker – Streng geheim (Originaltitel: James Bond And Moonraker) hat nur wenig Ähnlichkeit mit Flemings Roman Moonraker.

### Weitere Werke
Wood schrieb auch das Drehbuch für den Action-Film Remo – unbewaffnet und gefährlich (1985) mit Fred Ward.
2006 erschien Woods Buch James Bond, the Spy I Loved, seine Erinnerungen an die Arbeit für die James-Bond-Filmreihe.

## Filmografie (Auswahl)
- 1974: Ohne Hemd und ohne Höschen – Der Fensterputzer (Confessions of a Window Cleaner)
- 1976: Königliche Hoheit in Japan (Seven Night in Japan)
- 1977: James Bond 007 – Der Spion, der mich liebte (The Spy who loved me)
- 1979: Moonraker
- 1985: Remo – unbewaffnet und gefährlich (Remo Williams: The Adventure Begins)
- 1988: Jagdfieber (Steal the Sky)
- 1996: Criminal Pursuit – Stoppt die Bestie (The Unspeakable)
- 1997: Eruption
- 1999: Dangerous Curves (Stray Bullett II)